# Barbara Minishi
 (septembre 2024).
Barbara Minishi est une cinéaste, artiste visuelle, photographe de mode et directrice artistique kényane. Les thèmes qu'elle explore sont motivés par des voyages mythiques cycliques de soi, de la nature, de l'alchimie et des arcanes et par l'expression intuitive et incarnée des arts visuels. En tant que directrice artistique, elle travaille sur des films et un clip vidéo, ainsi sur le film Kapringen ou A Hijacking, un long métrage danois de 2003. Au Kenya, elle compte parmi les photographes de mode professionnels les plus réputés. La série de photos de Minishi est présentée dans le livre 9 Photographers from Kenya, publié en collaboration avec les Musées nationaux du Kenya.

## Biographie
Barbara Minishi, originaire de Nairobi, au Kenya, obtient un baccalauréat en communication en 2003. Sa carrière de photographe professionnelle débute lorsqu'elle a capté des images qui ont éveillé en elle une profonde connexion émotionnelle[réf. nécessaire]. Elle se consacre à l'écriture et à la réalisation de son premier long métrage, ainsi qu'à divers projets, dont des courts métrages expérimentaux, des vidéos de mode, des documentaires sur commande, des peintures et des œuvres littéraires.

## Prix
En mars 2014, Minishi remporte le prix du meilleur directeur artistique pour son travail sur le film Nairobi Half Life aux African Magic Viewer's Choice Awards 2014.